# Trino
Trino (piemontiul: Trin) település Olaszországban, Vercelli megyében. Lakosainak száma 6641 fő (2023. január 1.). Trino Bianzè, Camino, Costanzana, Fontanetto Po, Livorno Ferraris, Palazzolo Vercellese, Ronsecco, Tricerro és Morano sul Po községekkel határos.

## Népesség
A település népességének változása:
| Lakosok száma | 7216 | 7085 | 6641 |
|               | 2017 | 2018 | 2023 |